# Принцип Коперника
При́нцип Копе́рника (иногда также называется принципом заурядности или принципом посредственности) заключается в том, что ни Земля, ни Солнце не занимают какое-то особенное положение во Вселенной. Берёт своё начало из смены парадигмы при переходе от геоцентрической системы мира к гелиоцентрической. Назван в честь известного астронома Николая Коперника.

## История
В докоперниковскую эпоху Земля считалась центром Вселенной. Однако преобладавшие в то время греческое и христианское мировоззрения относились к Земле с презрением, считая ее низменной и неполноценной. Джованни Пико, итальянский философ XV века описал Землю как расположенную в «экскрементных и грязных частях нижнего мира», места, населенного смертными существами. 
Появление гелиоцентрической модели Коперника позволило взглянуть на положение человечества иначе. Расположив Землю и другие планеты на орбите вокруг Солнца, эта модель в глазах современников повысила статус человечества, приблизив его к небесным сферам.  
Однако в постньютоновскую эпоху центр стал рассматриваться как место, имеющее первостепенное значение. Этот сдвиг научной парадигмы привёл к возникновению представления о заурядности Земли.

## Формулировка
Принцип формулируется по-разному, но, в целом, сводится к тому, что Земля не уникальна, и во Вселенной должно иметься некоторое количество систем с аналогичными условиями, а следовательно, ничто не должно препятствовать зарождению и развитию жизни и даже разума в других местах во Вселенной. Принцип основан на том, что, по совокупности знаний человечества, можно утверждать, что законы природы универсальны и повсеместно действуют одинаково, а значит имеется ненулевая вероятность, что, помимо Солнца и Земли, во Вселенной существуют другие системы с идентичными условиями, где биологическая жизнь не могла не зародиться.

## Научное признание
До открытия экзопланет по общепринятому мнению, Солнечная система с внутренними каменистыми планетами, одна из которых пригодна для жизни, не рассматривалась как нечто исключительное. Преобладало мнение, что многочисленные звезды умеренной массы, сходные с нашим Солнцем, вероятно, обладают экзопланетными системами, похожими на нашу собственную. Было широко распространено мнение, что процессы, происходившие при образовании и эволюции нашего Солнца и его планетарной системы, представляли собой обычные явления в масштабах Вселенной. Подобные предположения вселяли оптимизм в отношении изобилия разумной жизни в космосе.
Однако открытие экзопланет существенно изменило сложившуюся картину, продемонстрировав богатое разнообразие и сложность планетарных систем. Вновь обнаруженные конфигурации звёздных систем ставят под сомнение некоторые из ранее бытовавших предположений. Открытие экзопланет, отличающихся от присутствующих в Солнечной системе по размеру, составу и орбитальным характеристикам, расширило наше понимание того, в каких возможных условиях формируются и эволюционируют планеты. 
Критики данного принципа утверждают, что Земля, не выделяясь своим пространственным месторасположением, тем не менее, является уникальной. Они ссылаются на парадокс Ферми, а также на то, что на данный момент не обнаружено свидетельств существования разума в пределах исследованных областей Вселенной. Так, некоторые из критиков предполагают, что возникновение жизни на Земле обязано исключительно уникальным условиям, например, наличию на близкой и практически круговой орбите естественного спутника — Луны. Кроме того, высказывается предположение, что движение Солнца в Галактике происходит по так называемой коротационной орбите, лежащей в узкой области галактоцентрических расстояний, где период обращения звезды практически совпадает с периодом обращения рукавов Галактики, в результате чего Солнце избегает периодического вхождения в области интенсивного звездообразования, в которой частые взрывы сверхновых периодически убивают всё живое в своей окрестности.
Однако большинство учёных не находят веских доводов в пользу уникальности Земли и, следовательно, согласны с принципом Коперника. К тому же недавние[какие?] результаты исследований реликтового фона, полученные с помощью телескопов Atacama Cosmology и South Pole Telescope подтвердили отсутствие на гигапарсековых масштабах нарушения космологического принципа, который является современным продолжением непосредственно принципа Коперника и состоит в том, что Вселенная в любой точке и во всех направлениях изотропна и однородна. Подтверждения этого принципа на бо́льших масштабах удастся достичь в ближайшем будущем[когда?], когда у астрономов появятся данные новых обзоров неба в микроволновом диапазоне.
Антитезой принципа Коперника является гипотеза уникальной Земли.